# Žádná legrace
Žádná legrace (v anglickém originále Beyond a Joke) je šestá epizoda sedmé série (a celkově čtyřicátá druhá) britského kultovního sci-fi seriálu / sitcomu Červený trpaslík.
Scénář napsal Robert Llewellyn (v seriálu představitel Krytona) a Doug Naylor, režie Ed Bye. Ve Spojeném království byla poprvé epizoda odvysílána na kanále BBC2 21. února 1997.

## Námět
Kryton připraví na výročí své záchrany z kosmické lodi Nova 5 humra, ale Lister, Kocour i Kochanská dají přednost umělé realitě. Krytonovi dá práci, než je přivede k prostřenému stolu. Tady jej natolik rozčílí Listerův požadavek o kečup, že mu exploduje hlava. Oprava se nedaří a posádka Kosmiku se musí vydat na vesmírný koráb Kentaur pro rezervní hlavy. V Kentaurovi se ovšem usídlil nebezpečný replikant...

## Děj epizody
Kryton připravuje humra na počest výročí své záchrany z lodi Nova 5. Humr pochází z kosmického korábu Kentaur, kde posádka našla i software virtuální hry z prostředí románu anglické spisovatelky Jane Austenové Pýcha a předsudek, oblíbeného tématu Kristiny Kochanské. Kristina horuje pro okamžitý nástup do hry, podařilo se jí přesvědčit i Kocoura, jenž se těší na dcery paní Bennetové.
„Pět sester a všechny nažhavené jak výfuk u Ferrari!“
Listerovi je líto zklamat Krytona, ale nakonec jde také. To se androidovi vůbec nezamlouvá, tvrdí, že tento výlet Davidovi nic nedá, své argumenty dokládá poukazováním na Listerovo tričko „Kolostomická exploze“. Kochanská mu oponuje, že se snaží mužskou část posádky zkulturnit, her jako „Hádej, co to páchne“ nebo „Kolik kuliček se ti vejde do nosní dírky“ už bylo dost. Kryton se rozhodne, že to tak nenechá.
Kochanská, Lister a Kocour se objevují ve hře v dobových kostýmech. Kristina je nadšená a po seznámení s paní Bennetovou a jejími 5 dcerami odcházejí všichni společně do zahradního altánku na čaj.
Kryton se vydá do simulační místnoti. Hodlá posádku přivést k prostřenému stolu za každou cenu. V umělé realitě se mu podaří odstranit pomocí foukačky dvě dcery, poté jej trefí vlastní past – zavěšený kmen stromu. Rozrušený android si na moment odskočí a nahraje do softwaru tank T-72.
Paní Bennetová se v altánku pohoršuje nad zpožděním svých dvou dcer, když se z blízkého jezera vynoří tank. Kryton otevře poklop a zdůrazňuje, že večeře je na stole. Vypálí z kanónu a altánek je rozmetán ohnivou explozí. Když se dým zvedne, Lister, Kochanská a Kocour sedí v šoku na místě. Dave poznamená, jestli i roboti mají přechodové potíže.
U večeře obsluhuje podrážděný Kryton trojici strávníků. Lister požádá o kečup a to už je na sanitárního robota příliš. Začne se rozčilovat a jeho hlava exploduje.
Oprava se nedaří, explodují všechny hlavy, které se Lister snažil namontovat. Poznamená, že je v místnosti víc černých hlav než v kuchyni Kentucky Fried Chicken. Posádka se rozhodne poohlédnout se po náhradních hlavách na lodi Kentaur.
Hlavy skutečně na lodi jsou, ale chybí k nim jádra. Navíc loď obývá nebezpečný replikant. Kristina Kochanská navrhne převléci ze za Gelfy a s replikantem udělat výměnný obchod. Mezitím co smlouvají s replikantem, jeho společník – Gelf kmene Kinitawowi rabuje na Kosmiku, odkud ukradne veškeré zbytky Krytona včetně paměťového čipu.
Replikant se svým kumpánem přivádí bezhlavé tělo Krytona k androidu jménem Able a požaduje opravu robota. Able Krytona opraví a ten mu sdělí, že pocházejí ze stejné série 4000, jsou tedy něco jako bratři. Able má výpadky paměti, protože jeho spoje rozežírá otrozon, látka, na níž je závislý.
Kosmik se blíží ke Kentaurovi, ten jej zaregistruje a mizí pryč. Takovou rychlostí se Kosmik nedokáže pohybovat.
„I poslíček s pizzou vyvine rychlost, o které můžeme jen snít.“
Situaci zachraňuje opět Kochanská, když navrhne otočit plavidlo, aby to vypadalo, že na Kentaurovi je nastražená bomba. Lest funguje a Kentaur se otáčí a dohání Kosmika.
Replikant se s Gelfem teleportuje na palubu Kosmiku. Následuje menší potyčka, po níž Lister odešle oba vetřelce zpět na Kentaura. Ještě předtím stačí replikant prozradit Krytonovi heslo do tajného souboru v jeho paměti. Tento kód zpřístupňuje informace o profesorce Mametové, která stvořila robotickou sérii 4000. Kryton propadá zoufalství. Able poznamená, že tato informace z něj udělala feťáka. Když pak Kryton sedí sklesle v kajutě, Lister se snaží vypátrat, co se jeho přítel dozvěděl o Mametové. Robot vypráví příběh o snoubenci mladé profesorky, který ji opustil den před svatbou. Ona se mu pomstila tím, že vytvořila sérii 4000 podle něj, tedy nemotorného robota trapného vzhledu. Kryton drží malou skříňku – negátor – kam se ukládají veškeré negativní emoce a její naplnění způsobilo explozi robotových hlav. Lister Krytona chlácholí, že již prošel určitým osobnostním vývojem a s prchlivým snoubencem nemá mnoho společného.
Kosmik je pronásledován Kentaurem a replikant posádce slibuje pomstu. Vesmírné plavidlo se ukryje v pásu asteroidů, přičemž letí na tichý chod, aby znemožnilo odhalení své polohy. Je to Able, jenž nechtěně způsobí prozrazení, když si v pilotní kabině aplikuje dávku otrozonu a spadne na ovládací panel. Kryton Abla z kokpitu odvede a vyčítá mu ohrožení posádky. Ta mezitím uhýbá střelám z Kentaura, dokud si Lister nevšimne únikového modulu Kosmiku směřujícímu ke Kentaurovi. Je jasné, že v něm sedí Able. Kryton se domnívá, že je android zradil, ten však použije negátor a zaplaví nepřátelskou loď negativním polem. Replikant uvnitř lodi je zaplaven vlnou sebelítosti a nenávisti a bezhlavě pálí kolem sebe, až Kentaur exploduje. Výbuch smete i únikový modul na povrch nedalekého měsíce. Kryton letí pro tělo Abla, aby jej mohl pohřbít.
Závěrem se koná večeře, které se v umělé realitě hry Pýcha a předsudek účastní všichni z Kosmiku a paní Bennetová s dcerami. Lister, Kochanská a Kocour mají své jídlo extrémně pálivé, Kryton uvažuje, že se do softwaru zřejmě dostal nějaký virus.

## Kulturní odkazy
- v epizodě se posádka přesune do umělé reality stvořené podle románu anglické spisovatelky Jane Austenové Pýcha a předsudek. Dojde k setkání s paní Bennetovou a jejími 5 dcerami Jane, Kitty, Lydií, Mary a Elizabeth.
- Když se Kryton chystá nahrát do simulátoru umělé reality tank T-72, poznamená, že je ze staré hry o druhé světové válce. Tento sovětský tank se však na bojištích druhé světové války neobjevil, začal se vyrábět až v roce 1971.
- Kristina Kochanská zmíní Lüderitz – přístav v Namibii.
- Kryton ironizuje udílení filmových Oscarů (Cen Akademie).
- Kocour zmíní americkou rockovou zpěvačku a herečku Tinu Turner.

## Produkce
Robert Llewellyn si v epizodě zahrál dvojroli, kromě Krytona ztvárnil i dalšího androida série 4000 Abla.
Roli replikanta zahrál britský herec Don Henderson, pro něhož to byla poslední herecká role kariéry, krátce po odvysílání epizody zemřel. Henderson trpěl rakovinou hrdla v pokročilém stadiu a jeho chraplavý hlas nebyl výsledkem žádného speciálního efektu, nýbrž jeho nepříznivého zdravotního stavu.

## Herecké obsazení
Vedlejší role v epizodě „Žádná legrace“:
| Herec / herečka  | Hraje               | Role                        |
| ---------------- | ------------------- | --------------------------- |
| Vicky Ogden      | paní Bennetová      | matka pěti dcer             |
| Alina Proctor    | Jane Bennetová      | jedna z dcer paní Bennetové |
| Catherine Harvey | Kitty Bennetová     | jedna z dcer paní Bennetové |
| Sophia Thierens  | Lydia Bennetová     | jedna z dcer paní Bennetové |
| Rebecca Katz     | Mary Bennetová      | jedna z dcer paní Bennetové |
| Julia Lloyd      | Elizabeth Bennetová | jedna z dcer paní Bennetové |
| Don Henderson    |                     | replikant                   |